# Embargoul rus asupra vinurilor din Republica Moldova și Georgia (2006)
Interzicerea importului rusesc de vinuri moldovenești și georgiene a început la sfârșitul lunii martie 2006 și a creat un conflict diplomatic major între Republica Moldova și Georgia, pe de o parte, și Rusia, pe de altă parte. Comerțul de vin cu Rusia ocupa în acel moment 80-90% din totalul exporturilor de vinuri dintre cele două țări.

## Descrierea motivelor
Inspectorul-șef sanitar din Rusia Ghenadi Onișcenko a afirmat că în vinurile georgiene și moldovenești au fost găsite metale grele și pesticide și că acestea au falsificat produse alcoolice etichetate ca vinuri. Agenția rusă pentru protecția consumatorilor a susținut că a examinat 21 de sortimente de vin georgian vândut la Moscova și a concluzionat că 85,7 % nu au respectat cerințele sanitare. Pesticide au fost descoperite în 60 % din probele din Republica Moldova și 44 % în probele de vin din Georgia. Cu toate acestea, autoritățile moldovenești au susținut că există dovezi furnizate de însăși ruși și din alte zeci de țări din întreaga lume care importă vinuri moldovenești fără probleme raportate. Republica Moldova a susținut că interdicția este de fapt un șantaj economic.
În mai 2005, ministrul georgian al apărării Irakli Okruașvili a declarat că „Mulți producători de vin [georgieni] exportă vinuri falsificate în Rusia, deoarece Rusia este o piață unde puteți vinde chiar și rahat”. Okruașvili a declarat că decizia Rusiei de a interzice importul de vinurilor georgiene „nu a fost o surpriză” pentru Tbilisi. 
Interdicția privind importurile de vinuri a parvenit într-un moment de agravare a relațiilor diplomatice dintre state pe fondul schimbărilor aduse de Revoluția Trandafirilor și trecerea la vectorul pro-NATO/pro-UE în Georgia precum și al divergenței de poziții între Rusia și Republica Moldova privind viitorul Transnistriei. Un an mai devreme, Duma rusă a cerut o interdicție asupra importurilor de vinuri moldovenești, deoarece Republica Moldova a fost considerată de a promova politici anti-rusești.